# Maargashiirsha
Agrahayana is de negende maand van de hindoekalender. Agrahayana begint volgens de westerse kalender tussen 22 november en 21 december wanneer de zon zich  in de sterren constelatie schorpioen begeeft. Agrahayana is ook bekend als maargashirsha.   Betekenis van agrahayana, agra = eerste + ayan = reis, en dit is indicatief voor het draaien van de zon om haar lente as waarbij de dagen daarna langer worden op het noordelijke halfrond. De naam Mrigashira was 7000 jaren geleden reeds bekend en is indicatief voor de tijd toen de zon zich in de sterren constelatie Orion bevond.